# Avión de transporte táctico

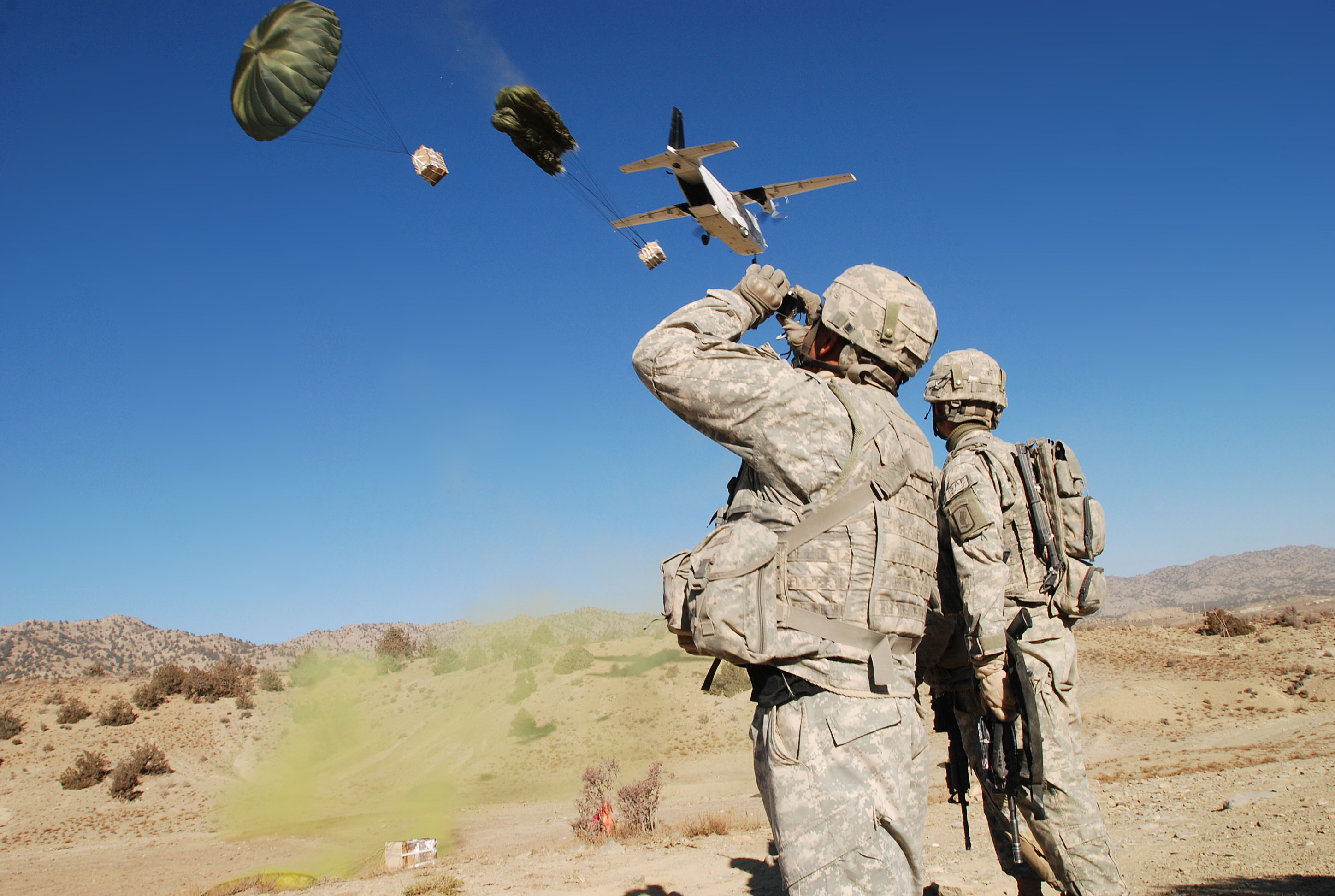
Un CASA C-212 de Blackwater lanzando cargas con paracaídas sobre Afganistán.

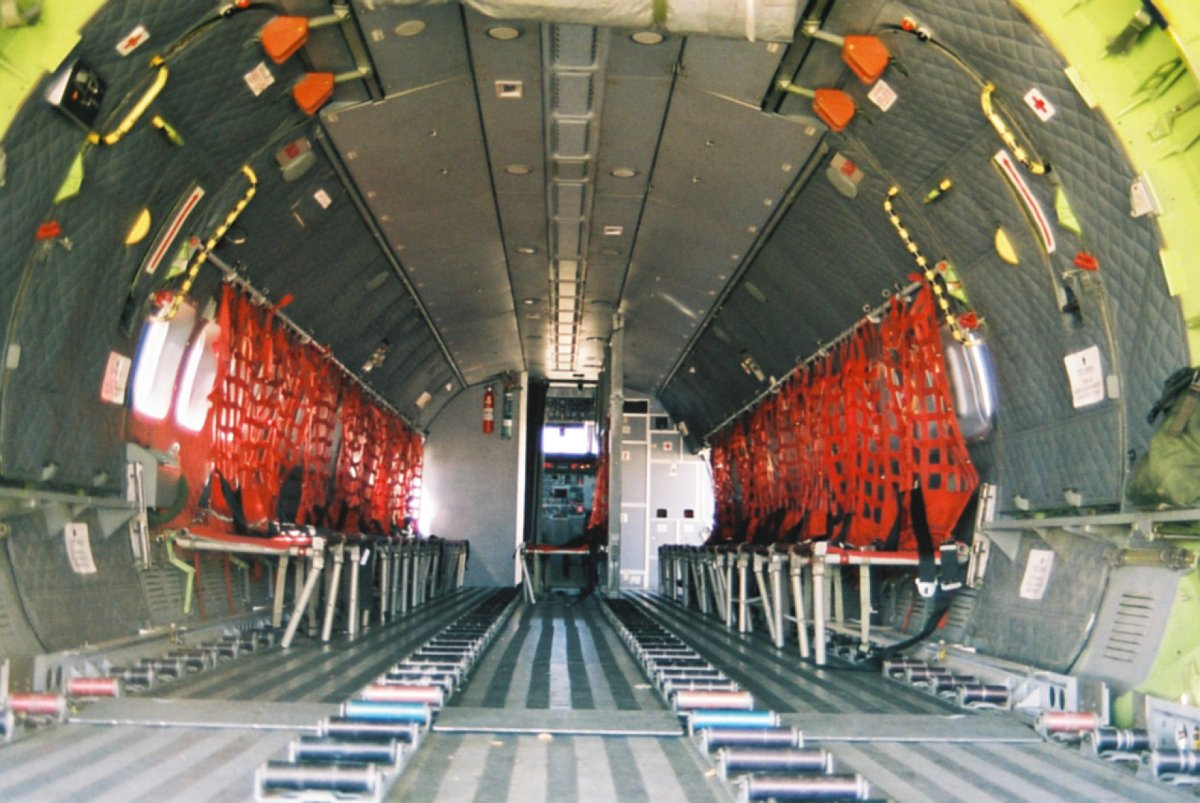
Interior de la bodega de carga de un CASA CN-235, con rampa trasera y especialmente diseñado para la entrega aérea.

Un avión de transporte táctico es un tipo de avión de transporte militar de dimensiones relativamente limitadas, con buenas características de despegue y aterrizaje cortos (STOL), y que tiene capacidad de transportar carga o soldados solo dentro de un mismo teatro de operaciones —por contraposición a los aviones de transporte estratégico, que pueden realizar transportes a largas distancias—. 
Tienen buena maniobrabilidad y son capaces de volar a baja cota, tanto con el fin de evitar ser detectados por los radares enemigos como para realizar lanzamientos de paracaidistas y de cargas con paracaídas, que se sueltan a muy poca altura, para lo cual van equipados con una rampa trasera operable en vuelo. Otro rasgo que tienen es el uso de neumáticos de baja presión, que les facilitan la operación en pistas cortas y/o poco preparadas. 
Los aviones utilizados para esta misión son casi siempre turbohélices, salvo algunas excepciones como el Antonov An-72/An-74, que es otra diferencia con los de transporte estratégico, usualmente reactores y por ello también más rápidos, otra característica diferencial. 

## Clasificación
Según su carga útil cabría clasificarlos en:
- ligeros: aproximadamente hasta 5 toneladas,
- medios: de 5 a 15 toneladas,
- pesados: entre 15 y 30 toneladas.

Por encima de esta cifra ya cabría considerarlos como de transporte estratégico o táctico-estratégico, como el Airbus A400M y el Antonov An-70, que se sitúan en la frontera de las dos categorías.
A continuación se muestran ejemplos según la anterior clasificación y ordenados por la fecha de su primer vuelo:
| Ligeros   | Ligeros |
| --------- | --- |
| Años 1960 | - Short SC.7 Skyvan - DHC-6 Twin Otter - Embraer 110 Bandeirante/111 Bandeirulha - Let L-410 Turbolet - IAI Arava - Antonov An-28/PZL Mielec M28 Skytruck |
| Años 1970 | - CASA C-212 - GAF Nomad - SIAI-Marchetti SF-600 Canguro                                                                                                  |
| Años 1980 | - Dornier Do 228 - Harbin Y-12 |

| Medios    | Medios                                                              |
| --------- | ------------------------------------------------------------------- |
| Años 1950 | - De Havilland Canada DHC-4 Caribou - I.Ae. 35 Huanquero, Argentino |
| Años 1960 | - De Havilland Canada DHC-5 Buffalo - Antonov An-26                 |
| Años 1970 | - Alenia G.222 - Antonov An-32 - Antonov An-72/An-74                |
| Años 1980 | - / CASA CN-235                                                     |
| Años 1990 | - CASA C-295 - Alenia C-27J Spartan                                 |

| Pesados   | Pesados                                   |
| --------- | ----------------------------------------- |
| Años 1950 | - Lockheed C-130 Hercules - Antonov An-12 |
| Años 1960 | - Transall C-160                          |

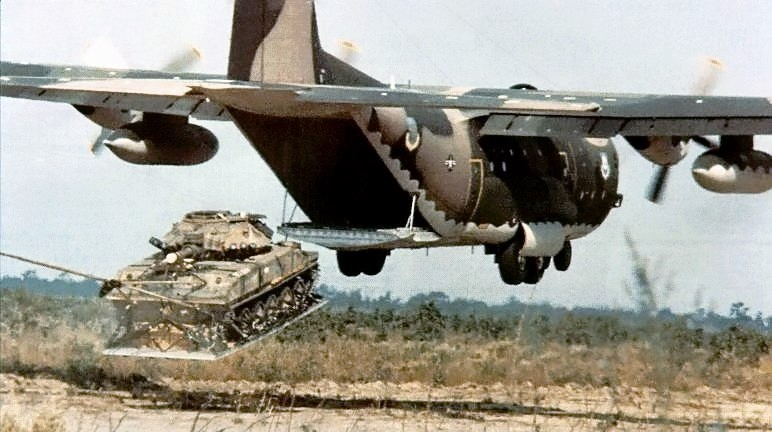
Un C-130 Hercules lanzando un tanque ligero M551 Sheridan.

| Años 1990 | - Lockheed Martin C-130J Super Hercules   |
| Años 2000 | - Airbus A400M - Embraer C-390 Millennium |